# Футбол на літніх Олімпійських іграх 2000
Футбольний турнір на літніх Олімпійських іграх 2000 в Сіднеї розпочалася 13 вересня. Турнір проводився серед чоловіків та вдруге в історії - серед жінок.
Турнір серед чоловіків проводили команди U-23 (до 23 років), в які можна було заявити трьох гравців старше цього віку. Жіночі команди були представлені повноцінними національними збірними.

## Чоловічий турнір
| Змагання | Золото        | Срібло        | Бронза     |
| -------- | ------------- | ------------- | ---------- |
| Чоловіки | Камерун (CMR) | Іспанія (ESP) | Чилі (CHI) |

## Жіночий турнір
| Event | Золото         | Срібло    | Бронза          |
| ----- | -------------- | --------- | --------------- |
| Жінки | Норвегія (NOR) | США (USA) | Німеччина (GER) |